# Acacia errabunda
Acacia errabunda é uma espécie de leguminosa do gênero Acacia, pertencente à família Fabaceae.